# درصاف حمدانی
دُرصَاف یا دُرصَف حَمدانی (متولد ۶ ژوئن ۱۹۷۵) موسیقیدان و خواننده اهل کشور تونس است.

## زندگی‌نامه
درصاف متولد ۶ ژوئن ۱۹۷۵ میلادی یا ۱۶ خرداد ۱۳۵۴ هجری شمسی است. از آنجایی که پدرش نوازنده خوب ویولن بود. دُرصَاف توانست به ارکسترهای معروف تونس راه یابد و استعداد خود را بروز دهد.
دُرصَاف حَمدانی در سال ۱۹۹۴ مدرک کارشناسی خود را دریافت کرد و سپس تا سال ۱۹۸۸ مشغول تحصیل موسیقی در مقطع کارشناسی ارشد بود.